# ISO/IEC 27000
ISO/IEC 27000 là một phần của gia đình các tiêu chuẩn ISO/IEC ngày càng phát triển - "dòng ISO/IEC 27000". ISO/IEC 27000 là một tiêu chuẩn quốc tế có tựa đề: Công nghệ thông tin - Kỹ thuật bảo mật - Hệ thống quản lý bảo mật thông tin - Tổng quan và từ vựng.
Tiêu chuẩn này được phát triển bởi phụ trách ủy ban 27 (SC27) của Ủy ban Kỹ thuật liên hợp (JTC1) đầu tiên của Tổ chức Tiêu chuẩn Hóa quốc tế và Ủy ban Điện kỹ thuật Quốc tế.
ISO/IEC 27000 cung cấp:
Một tổng quan và giới thiệu về toàn bộ gia đình các tiêu chuẩn liên quan đến Hệ thống Quản lý Bảo mật Thông tin (ISMS) của ISO/IEC 27000.
Một thuật ngữ hoặc từ vựng của các thuật ngữ chuyên môn được sử dụng trong toàn bộ gia đình các tiêu chuẩn ISO/IEC 27000, được định nghĩa chính thức.
ISO/IEC 27000 có sẵn trên trang web của Tổ chức Tiêu chuẩn Hóa quốc tế thông qua ITTF (tải về miễn phí).

## Tổng quan và giới thiệu
Tiêu chuẩn mô tả mục đích của Hệ thống Quản lý Bảo mật Thông tin (ISMS), một hệ thống quản lý tương tự trong khái niệm với các tiêu chuẩn ISO khác như ISO 9000 và ISO 14000, được sử dụng để quản lý các rủi ro và kiểm soát bảo mật thông tin trong một tổ chức. Đưa bảo mật thông tin vào dưới sự kiểm soát quản lý rõ ràng là một nguyên tắc trung tâm trong toàn bộ các tiêu chuẩn ISO/IEC 27000.

## Thuật ngữ chuyên ngành
Bảo mật thông tin, giống như nhiều chủ đề kỹ thuật khác, đang phát triển một mạng lưới thuật ngữ phức tạp. Tương đối ít tác giả chi tiết định nghĩa rõ nghĩa của từng thuật ngữ, một phương pháp không chấp nhận được trong lĩnh vực tiêu chuẩn vì có thể dẫn đến sự nhầm lẫn và giá trị của việc đánh giá và chứng nhận chính thức bị giảm xuống. Giống như ISO 9000 và ISO 14000, tiêu chuẩn cơ bản '000' được thiết kế để giải quyết vấn đề này.
Đối tượng của tiêu chuẩn này là các người dùng của các tiêu chuẩn quản lý bảo mật thông tin trong toàn bộ chuỗi tiêu chuẩn ISO/IEC 27000 còn lại.